# Only Time Will Tell
Only Time Will Tell – piosenka rockowa zespołu Asia, wydana w 1982 roku jako singel promujący album Asia.

## Treść
Podmiot liryczny dowiaduje się, że ukochana przez niego kobieta nigdy nie odwzajemniała jego uczucia, wykorzystując go jedynie dla własnych korzyści. Mężczyzna zatem postanawia odejść od kobiety, ponieważ nie chce żyć w kłamstwie. Przewiduje także, że prawdopodobnie kobieta będzie w przyszłości samotną osobą.

## Teledysk
Teledysk do utworu wyreżyserowali Godley & Creme, również reżyserzy klipu do „Heat of the Moment”. W teledysku ukazani są członkowie zespołu w telewizorach (dzielących ekran na mniejsze części, podobnie jak w „Heat of the Moment”), a także gimnastyczka, wykonująca akrobacje w zwolnionym tempie. Kevin Godley przyznał, że klip nie miał większego sensu, ale wyglądał interesująco.

## Pozycje na listach przebojów
| Lista             | Pozycja | Źródło |
| ----------------- | ------- | ------ |
| Kanada            | 7       | [ 2 ]  |
| Niemcy            | 50      | [ 3 ]  |
| Stany Zjednoczone | 17      | [ 1 ]  |
| Wielka Brytania   | 54      | [ 1 ]  |

## Wykonawcy
- John Wetton – wokal, gitara basowa
- Steve Howe – gitara, wokal wspierający
- Geoff Downes – instrumenty klawiszowe, wokal wspierający
- Carl Palmer – perkusja[4]

## Wykorzystanie
Sample z piosenki wykorzystali m.in. The Art of Noise („Backbeat” i „Beatback”, 1986), Wiz Khalifa („History in the Making”, 2006) i Styles P („G-Joint”, 2006).